# Tardos Júlia
Tardos Júlia névvariáns: Tardos Julianna (Budapest, 1946. június 18. – 2024. november 12.) magyar újságíró, rádiós és televíziós szerkesztő-riporter, műsorvezető, tanár.

## Életpályája
Az Apáczai Csere János Gimnáziumban érettségizett 1964-ben. Az Eötvös Loránd Tudományegyetem Természettudományi Karán matematika szakon diplomázott 1970-ben. A Politikai Főiskolán nemzetközi politika szakon szerezte második diplomáját 1981-ben.
1970-től dolgozott a Magyar Rádiónál, kezdetben riporterként, majd szerkesztő-műsorvezetőként is. Tudósítóként, a belpolitikai események mellett csaknem másfél évtizedig rendszeresen tudósított Romániából, valamint hazai vonatkozású politikai, gazdasági illetve kulturális eseményekről. Tizennégy éven át a Kossuth Rádió Reggeli Krónika című műsorának szerkesztő-műsorvezetőjeként ébresztette az országot.
1985-től a Magyar Televízió Híradójánál szerkesztőségvezetőként dolgozott, a riporterek főnöke volt, emellett egyéni tudósítói munkáját a korábbi profillal folytatta. Később a Falutévé című műsoraiban elsőként készített sorozatot az Európai Unióról, az uniós belépéssel a magyar mezőgazdaságra váró helyzetről. A tévésorozatra alapozva rovatot gondozott a Magyar Mezőgazdaság című szaklapban, amelynek állandó külső munkatársaként több mint ezer szakcikket publikált.
Kommunikációs tanácsadóként Faluvégi Lajos felkérésére az Országos Tervhivatal elnökének titkárságán dolgozott, kialakítva a sajtó és az addig zárt hivatal rendszeres kapcsolatát. A későbbiekben az itt megszerzett tapasztalatok alapján rendszeresen felkérték nagyvállalatok (pl. 1992-től a Dunaferr) tanácsadójának. Ezt a tevékenységet azóta is – saját céget alapítva – folytatta, a cég megbízói között kiemelten nagy hazai tulajdonú vállalkozások is szerepeltek.
1996-tól a Magyar Szocialista Párt sajtófőnökeként dolgozott, majd a Magyar Televízió Kuratóriumának elnökségi tagja volt.
Részt vett a Marton Frigyes alapította Rádió 11 (az első magyar magánrádió) kiépítésében, a Rádió Bridge hírszolgálatának megszervezője volt, folyamatosan oktatott a Komlósi Oktatási Stúdióban (KOS), különböző kommunikációs tréningeken tanított, főként válságkommunikációt.

## Rádiós munkáiból
- Reggeli krónika (Magyar Rádió, Kossuth adó 1971–1985) – műsorvezető, szerkesztő
- Atlasz (külpolitikai magazin) (Rádió Bridge)

## Televíziós munkáiból
- TV Híradó
- Falutévé

## Publikációiból
- Magyar Mezőgazdaság (Agrárgazdasági hetilap)
- Kertészet és Szőlészet
- Magyar Sajtó
- Népszabadság

## Díjai, elismerései
- Szocialista kultúráért (1978)